# Попаснянский район
Попасня́нский райо́н (укр. Попасня́нський райо́н) — упраздённая административная единица в Луганской области Украины. Административный центр — город Попасная. Расстояние от административного центра до Луганска — 85 км. Площадь района — 1466,49 км². В 2020 году ликвидирован в связи с укрупнением районов Украины, вошёл в состав Северодонецкого района.

## История
Район был образован в 1923 году в составе[уточнить].
До 30 декабря 1977 года назывался Лисичанский район.
В 1977 году по Указу Президиума Верховного Совета Украинской ССР «Про перенесення центру Лисичанського району Ворошиловградської області в місто Попасну і перейменування району на Попаснянський» район был переименован в Попаснянский.
7 октября 2014 года в связи с разрывом административных связей в районе в результате вооружённого конфликта на Донбассе Постановлением Верховной Рады № 1693-VII «Про зміни в адміністративно-територіальному устрої Луганської області, зміну і встановлення меж Перевальського і Попаснянського районів Луганської області» из состава Перевальского района, Кировского и Первомайского городского совета в состав Попаснянского района Луганской области выведено 2 городских и 4 поселковых совета общей площадью 14174 га:
- Горский городской совет (из Первомайского горсовета; площадь — 1324 га), в том числе город Горское;
- Золотовский городской совет (из Первомайского горсовета; площадь — 2491 га), в том числе город Золотое;
- Нижненский поселковый совет (из Первомайского горсовета; площадь — 971 га), в том числе пгт Нижнее;
- Новотошковский поселковый совет (из Кировского горсовета; площадь — 45 га), в том числе пгт Новотошковское;
- Тошковский поселковый совет (из Первомайского горсовета; площадь — 913 га), в том числе пгт Тошковка;
- Чернухинский поселковый совет (из Перевальского района; площадь — 8430 га), в том числе пгт Чернухино, посёлки Круглик, Миус.

17 июля 2020 года в результате административно-территориальной реформы район был упразднен, а его территория была включена в состав Северодонецкого района.

## Население
75 111 человек (1 января 2019 года), в том числе городское население — 66 315 человек, сельское — 8 796 человек.

## География
По территории района протекают реки: Северский Донец, Луганка, Камышеваха, Беленькая, Санжаровка.

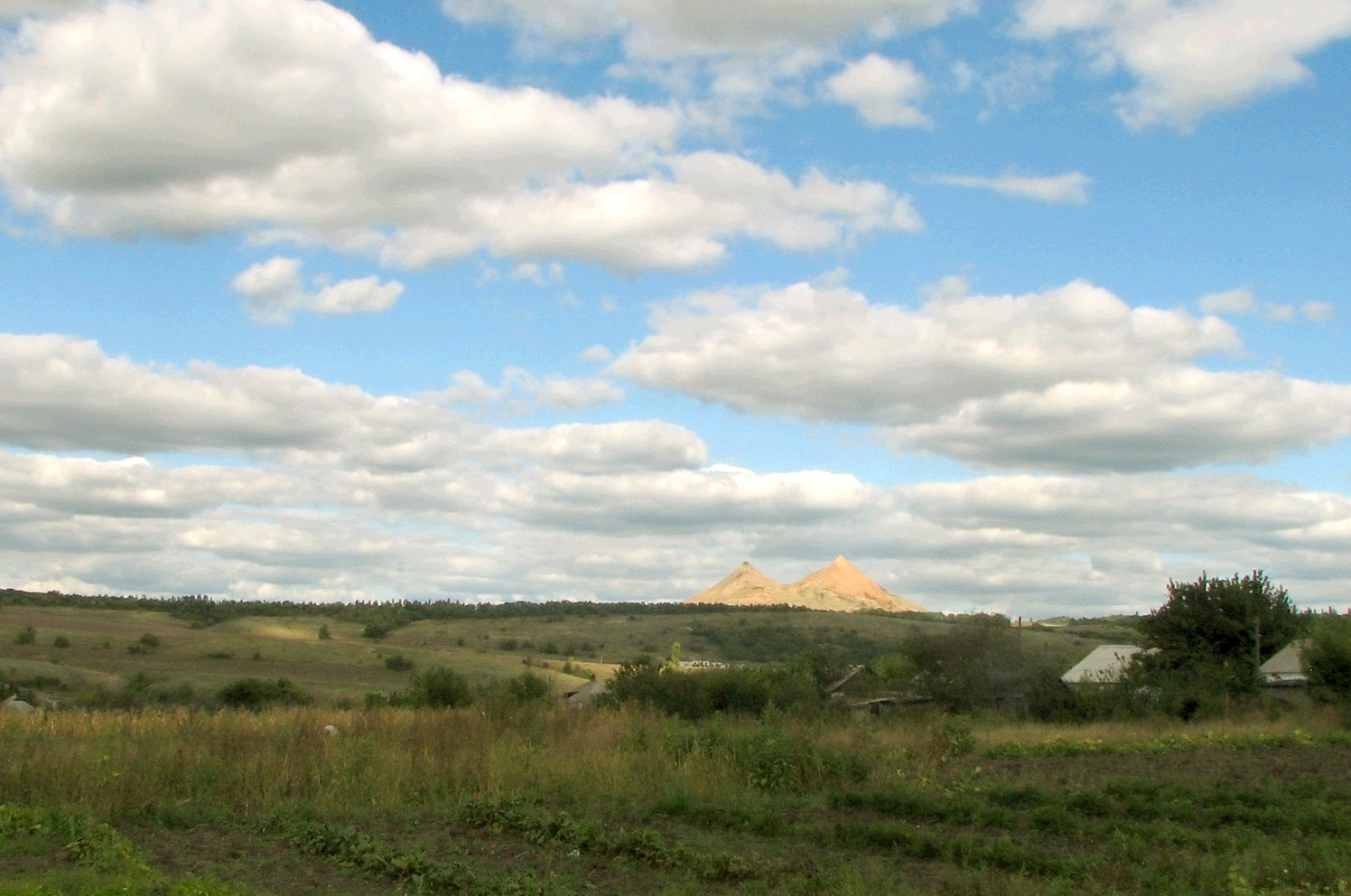
Пейзаж в Попаснянском районе

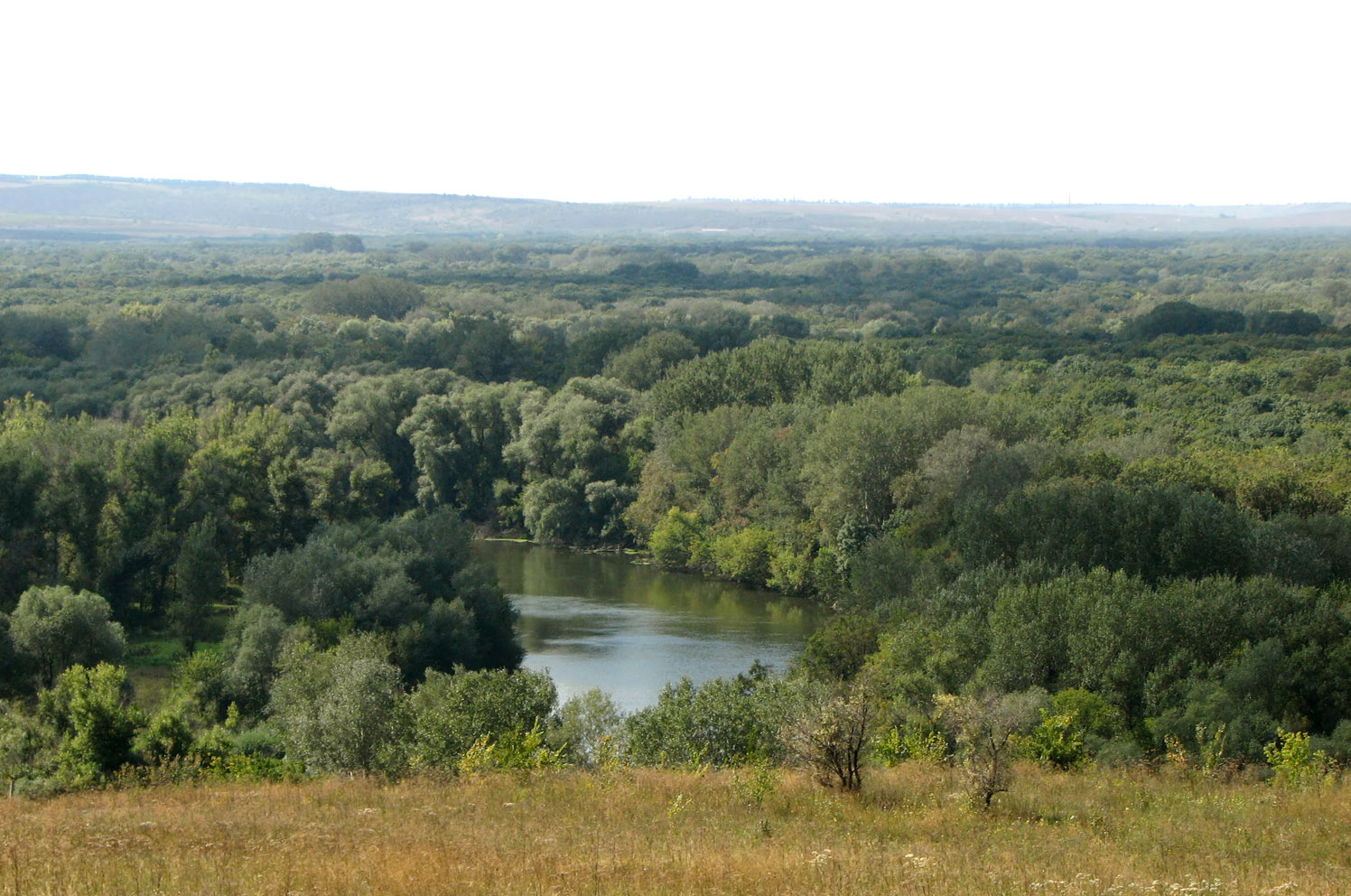
Северский донец в Попаснянском районе

## Административное деление
Семи поселковым и трём сельским Советам подчинены 27 населённых пункта.
Количество советов:
- городских — 3
- поселковых — 7
- сельских — 3

Количество населённых пунктов:
- городов — 3 — Попасная, Горское, Золотое
- пгт — 11 — Белогоровка · Волчеяровка · Врубовка · Калиново · Камышеваха · Малорязанцево · Мирная Долина · Нижнее · Новотошковское · Тошковка · Чернухино
- сёл — 17.
- посёлков (сельского типа) — 12.

## Археологические памятники
Люди живут с давних пор. Известны поселения эпохи энеолита.

## Экономика
- Город Попасная — крупный железнодорожный узел, центр тяжёлого машиностроения.
- Каменноугольная промышленность в городах бывшего Первомайского горсовета (Золотое, Горское).
- Птицефабрика в пгт Чернухино
- Район сельскохозяйственного направления, специализируется на производстве зерна, мяса, молока и перерабатывает эту продукцию.

## Транспорт
Железная дорога Попасная — Сватово — Купянск, Попасная — Светлодарск, Камышеваха — Северск (Донецкая обл)

## Известные уроженцы
Горбань Николай Алексеевич (1918—1992) — полный кавалер Ордена Славы, участник Великой Отечественной войны, помощник командира пулемётного взвода 172-го гвардейского стрелкового полка. Родился 6 января в пос. Калиново.